# Ganoderma
Genre
Ganoderma est un genre de macrochampignons basidiomycètes saprophytes ou pathogènes de la famille des Ganodermataceae.
Ce genre comprend de nombreuses espèces pathogènes des plantes, responsable notamment de la maladie du pourridié rouge qui affecte les arbres dans les régions tropicales.
Ce genre abrite des espèces ayant des propriétés biochimiques et médicinales,.

## Synonymes
Selon MycoBank (22 novembre 2014) : 
- Elfvingia P. Karst., 1889 ;
- Friesia Lázaro Ibiza, 1917 ;
- Ganoderma subgen. Trachyderma Imazeki, 1939.

## Liste d'espèces
Selon Catalogue of Life (13 juillet 2014) :
- Ganoderma adspersum
- Ganoderma africanum
- Ganoderma ahmadii
- Ganoderma albomarginatum
- Ganoderma alluaudii
- Ganoderma amazonense
- Ganoderma applanatum
- Ganoderma asperulatum
- Ganoderma atrum
- Ganoderma aureolum
- Ganoderma auriscalpioides
- Ganoderma australe
- Ganoderma austrofujianense
- Ganoderma barretoi
- Ganoderma baudonii
- Ganoderma baumii
- Ganoderma bawanglingense
- Ganoderma bicharacteristicum
- Ganoderma bilobum
- Ganoderma brownii
- Ganoderma bruggemanii
- Ganoderma calidophilum
- Ganoderma cantharelloideum
- Ganoderma capense
- Ganoderma carnosum
- Ganoderma carocalcareum
- Ganoderma cehengense
- Ganoderma cervinum
- Ganoderma chalceum
- Ganoderma chenghaiense
- Ganoderma chilense
- Ganoderma chiungchungense
- Ganoderma chonoides
- Ganoderma citriporum
- Ganoderma cochlear
- Ganoderma colossus
- Ganoderma comorense
- Ganoderma concinnum
- Ganoderma corrugatum
- Ganoderma crebrostriatum
- Ganoderma cupulatiprocerum
- Ganoderma curranii
- Ganoderma curtisii
- Ganoderma dahlii
- Ganoderma daiqingshanense
- Ganoderma dejongii
- Ganoderma densizonatum
- Ganoderma diaoluoshanense
- Ganoderma donkii
- Ganoderma dorsale
- Ganoderma dubio-cochlear
- Ganoderma dussii
- Ganoderma elegantum
- Ganoderma endochrum
- Ganoderma fasciatum
- Ganoderma fassii
- Ganoderma fassioides
- Ganoderma fici
- Ganoderma flexipes
- Ganoderma formosanum
- Ganoderma formosissimum
- Ganoderma frondosum
- Ganoderma fuscum
- Ganoderma ghesquierei
- Ganoderma gilletii
- Ganoderma guianensis
- Ganoderma guinanense
- Ganoderma guizhouense
- Ganoderma hainanense
- Ganoderma hinnuleum
- Ganoderma hoehnelianum
- Ganoderma hoploides
- Ganoderma hypoxanthum
- Ganoderma impolitum
- Ganoderma incrustatum
- Ganoderma infulgens
- Ganoderma jianfenglingense
- Ganoderma koningsbergii
- Ganoderma kosteri
- Ganoderma kunmingense
- Ganoderma laccatum
- Ganoderma lamaoense
- Ganoderma leucocreas
- Ganoderma leytense
- Ganoderma lignosum
- Ganoderma limushanense
- Ganoderma linhartii
- Ganoderma lionnetii
- Ganoderma lobatoideum
- Ganoderma lobatum
- Ganoderma longistipitatum
- Ganoderma lucidum
- Ganoderma lusambilaense
- Ganoderma luteicinctum
- Ganoderma luteomarginatum
- Ganoderma luteum
- Ganoderma magniporum
- Ganoderma maitlandii
- Ganoderma malayanum
- Ganoderma manoutchehrii
- Ganoderma martinicense
- Ganoderma mastoporum
- Ganoderma mediosinense
- Ganoderma megalosporum
- Ganoderma meijiangense
- Ganoderma melanophaeum
- Ganoderma meredithiae
- Ganoderma microsporum
- Ganoderma miniatocinctum
- Ganoderma mirabile
- Ganoderma mirivelutinum
- Ganoderma multicornum
- Ganoderma multipileum
- Ganoderma multiplicatum
- Ganoderma mutabile
- Ganoderma namutambalaense
- Ganoderma neogibbosum
- Ganoderma neojaponicum
- Ganoderma nigrolucidum
- Ganoderma nitidum
- Ganoderma ochrolaccatum
- Ganoderma oerstedii
- Ganoderma orbiforme
- Ganoderma oregonense
- Ganoderma oroleucum
- Ganoderma ostracodes
- Ganoderma parvigibbosum
- Ganoderma parviungulatum
- Ganoderma perzonatum
- Ganoderma petchii
- Ganoderma pfeifferi
- Ganoderma philippii
- Ganoderma platense
- Ganoderma plicatum
- Ganoderma polychromum
- Ganoderma polymorphum
- Ganoderma puglisii
- Ganoderma pulchella
- Ganoderma pygmoideum
- Ganoderma ramosissimum
- Ganoderma ravenelii
- Ganoderma renii
- Ganoderma resinaceum
- Ganoderma reticulatosporum
- Ganoderma rhacodes
- Ganoderma rothwellii
- Ganoderma rotundatum
- Ganoderma rufoalbum
- Ganoderma ryvardenii
- Ganoderma sanmingense
- Ganoderma sarasinii
- Ganoderma sculpturatum
- Ganoderma septatum
- Ganoderma sessiliforme
- Ganoderma shandongense
- Ganoderma shangsiense
- Ganoderma sichuanense
- Ganoderma silveirae
- Ganoderma simaoense
- Ganoderma simulans
- Ganoderma sinense
- Ganoderma soniense
- Ganoderma soyeri
- Ganoderma staneri
- Ganoderma steyaertanum
- Ganoderma stipitatum
- Ganoderma stratoideum
- Ganoderma sublucidum
- Ganoderma subrenatum
- Ganoderma subresinosum
- Ganoderma substipitata
- Ganoderma subtornatum
- Ganoderma subumbraculum
- Ganoderma tenue
- Ganoderma testaceum
- Ganoderma theaecola
- Ganoderma tibetanum
- Ganoderma torosum
- Ganoderma trengganuense
- Ganoderma triangulum
- Ganoderma tropicum
- Ganoderma trulla
- Ganoderma trulliforme
- Ganoderma tsunodae
- Ganoderma tuberculosum
- Ganoderma turbinatum
- Ganoderma umbrinum
- Ganoderma ungulatum
- Ganoderma valesiacum
- Ganoderma vanheurnii
- Ganoderma vanmeelii
- Ganoderma vivianimercedianum
- Ganoderma weberianum
- Ganoderma williamsianum
- Ganoderma wuhuense
- Ganoderma wynaadense
- Ganoderma xanthocreas
- Ganoderma xingyiense
- Ganoderma xylonoides
- Ganoderma zhenningense
- Ganoderma zonatum

Selon Index Fungorum (13 juillet 2014) :
- Ganoderma adspersum (Schulzer) Donk 1969
- Ganoderma africanum (Lloyd) Doidge 1950
- Ganoderma ahmadii Steyaert 1972
- Ganoderma albocinctum Pat. & Morot 1894
- Ganoderma albomarginatum S.C. He 1989
- Ganoderma alluaudii G. Winter
- Ganoderma alluaudii Pat. & Har. 1906
- Ganoderma amazonense Weir 1926
- Ganoderma amboinense (Lam.) Pat. 1887
- Ganoderma applanatum (Pers.) Pat. 1887
- Ganoderma arcuatum Bres.
- Ganoderma asperulatum (Murrill) Sacc. & Trotter 1912
- Ganoderma atrum J.D. Zhao, L.W. Hsu & X.Q. Zhang 1979
- Ganoderma aureolum Steyaert 1962
- Ganoderma auriscalpioides Henn. 1904
- Ganoderma australe (Fr.) Pat. 1889
- Ganoderma austrofujianense J.D. Zhao, L.W. Hsu & X.Q. Zhang 1979
- Ganoderma barretoi Torrend 1909
- Ganoderma baudonii Steyaert 1962
- Ganoderma baumii Pilát 1932
- Ganoderma bawanglingense J.D. Zhao & X.Q. Zhang 1987
- Ganoderma bicharacteristicum X.Q. Zhang 1995
- Ganoderma bilobum Bres. 1910
- Ganoderma brownii (Murrill) Gilb. 1962
- Ganoderma bruggemanii Steyaert 1972
- Ganoderma calidophilum J.D. Zhao, L.W. Hsu & X.Q. Zhang 1979
- Ganoderma cantharelloideum M.H. Liu 1989
- Ganoderma capense (Lloyd) Teng 1963
- Ganoderma carnosum Pat. 1889
- Ganoderma carocalcareum Douanla-Meli 2009
- Ganoderma cehengense X.L. Wu 1995
- Ganoderma cervinum (Bres.) Sacc. 1925
- Ganoderma chalceum (Cooke) Steyaert 1967
- Ganoderma chenghaiense J.D. Zhao 1989
- Ganoderma chilense (Fr.) Pat. 1889
- Ganoderma chiungchungense X.L. Wu 1997
- Ganoderma chonoides Steyaert 1962
- Ganoderma citriporum Ryvarden & Iturr. 2004
- Ganoderma cochlear (Nees) Merr. 1917
- Ganoderma colossus (Fr.) C.F. Baker 1918
- Ganoderma comorense (Henn.) Sacc. & Trotter 1912
- Ganoderma concinnum Ryvarden 2000
- Ganoderma corrugatum Steyaert 1961
- Ganoderma crebrostriatum J.D. Zhao & L.W. Hsu 1983
- Ganoderma cupreopodium X.L. Wu & X.Q. Zhang 1994
- Ganoderma cupulatiprocerum X.L. Wu & X.Q. Zhang 1996
- Ganoderma curranii Murrill 1908
- Ganoderma curtisii (Berk.) Murrill 1908
- Ganoderma dahlii (Henn.) Aoshima 1971
- Ganoderma daiqingshanense J.D. Zhao 1989
- Ganoderma dejongii Steyaert 1972
- Ganoderma densizonatum J.D. Zhao & X.Q. Zhang 1986
- Ganoderma diaoluoshanense J.D. Zhao & X.Q. Zhang 1987
- Ganoderma donkii Steyaert 1972
- Ganoderma dorsale (Lloyd) Torrend 1920
- Ganoderma dubio-cochlear (Lloyd) Sacc. & Trotter 1925
- Ganoderma dussii Pat. 1899
- Ganoderma elegantum Ryvarden 2004
- Ganoderma endochrum Steyaert 1962
- Ganoderma fasciatum Har. & Pat. 1903
- Ganoderma fassii Steyaert 1961
- Ganoderma fassioides Steyaert 1961
- Ganoderma fici Pat. 1892
- Ganoderma flexipes Pat. 1907
- Ganoderma formosanum T.T. Chang & T. Chen 1984
- Ganoderma formosissimum (Speg.) Speg. 1919
- Ganoderma fornicatum (Fr.) Pat. 1889
- Ganoderma frondosum Pat. 1926
- Ganoderma fulvellum Bres. 1889
- Ganoderma fuscum Steyaert 1962
- Ganoderma galegense (Mont.) Pat. 1889
- Ganoderma ghesquierei Steyaert 1962
- Ganoderma gibbosum (Blume & T. Nees) Pat. 1897
- Ganoderma gilletii Steyaert 1962
- Ganoderma guianensis Decock & Ryvarden 2004
- Ganoderma guinanense J.D. Zhao & X.Q. Zhang 1987
- Ganoderma guizhouense S.C. He 1988
- Ganoderma hainanense J.D. Zhao, L.W. Hsu & X.Q. Zhang 1979
- Ganoderma hildebrandii Henn. 1889
- Ganoderma hinnuleum Steyaert 1962
- Ganoderma hoehnelianum Bres. 1912
- Ganoderma hoploides Steyaert 1961
- Ganoderma hypoxanthum (Bres.) C.J. Humphrey 1938
- Ganoderma impolitum Corner 1983
- Ganoderma incrustatum (Fr.) Bres. 1910
- Ganoderma infulgens (Torrend) Sacc. & Trotter 1925
- Ganoderma jianfenglingense X.L. Wu 1996
- Ganoderma koningsbergii (Lloyd) Teng 1963
- Ganoderma kosteri Steyaert 1972
- Ganoderma kunmingense J.D. Zhao 1989
- Ganoderma laccatum (Sacc.) Bourdot & Galzin 1925
- Ganoderma lamaoense Steyaert 1972
- Ganoderma leucocreas Pat. & Har. 1912
- Ganoderma leytense Steyaert 1972
- Ganoderma lignosum Pat. 1924
- Ganoderma limushanense J.D. Zhao & X.Q. Zhang 1986
- Ganoderma lingua (T. Nees) Pat. 1889
- Ganoderma linhartii (Kalchbr.) Z. Igmándy 1968
- Ganoderma lionnetii Rolland 1901
- Ganoderma lobatoideum Steyaert 1980
- Ganoderma lobatum (Schwein.) G.F. Atk. 1908
- Ganoderma longistipitatum Ryvarden 2000
- Ganoderma lorenzianum (Kalchbr.) Pat. 1889
- Ganoderma lucidum (Curtis) P. Karst. 1881

## Liste des espèces, variétés et non-classés
Selon NCBI (13 juillet 2014) :
- Ganoderma adspersum
- Ganoderma ahmadii
- Ganoderma annulare
- Ganoderma applanatum
- Ganoderma atrum
- Ganoderma australe
- Ganoderma boninense
  - non-classé Ganoderma boninense PER71
- Ganoderma capense
- Ganoderma carnosum
- Ganoderma chalceum
- Ganoderma cupreum
- Ganoderma curtisii
- Ganoderma flexipes
- Ganoderma formosanum
- Ganoderma fornicatum
- Ganoderma fulvellum
- Ganoderma gibbosum
- Ganoderma hoehnelianum
- Ganoderma incrassatum
- Ganoderma japonicum
- Ganoderma lingzhi
- Ganoderma lipsiense
- Ganoderma lobatum
- Ganoderma lucidum
  - non-classé Ganoderma lucidum BCRC 37177
  - non-classé Ganoderma lucidum BCRC 37180
  - non-classé Ganoderma lucidum G.260125-1
  - non-classé Ganoderma lucidum Hu-nongke No. 1
  - non-classé Ganoderma lucidum Xiangnong No.1
- Ganoderma lucidum/Ganoderma lucidum fusant
- Ganoderma mastoporum
- Ganoderma meredithae
- Ganoderma microsporum
- Ganoderma miniatocinctum
  - non-classé Ganoderma miniatocinctum 337035
- Ganoderma mirabile
- Ganoderma multipileum
- Ganoderma multiplicatum
- Ganoderma mutabile
- Ganoderma neojaponicum
- Ganoderma oerstedii
- Ganoderma orbiforme
- Ganoderma oregonense
- Ganoderma parvulum
- Ganoderma pfeifferi
- Ganoderma philippii
- Ganoderma platense
- Ganoderma pseudoferreum
- Ganoderma ramosissimum
- Ganoderma resinaceum
- Ganoderma sessile
- Ganoderma sessiliforme
- Ganoderma shangsiense
- Ganoderma sichuanense
- Ganoderma sinense
  - non-classé Ganoderma sinense gasi0214-1
- Ganoderma steyaertanum
- Ganoderma stipitatum
- Ganoderma subamboinense
  - variété Ganoderma subamboinense var. laevisporum
- Ganoderma subfornicatum
- Ganoderma tenue
- Ganoderma tornatum
  - non-classé Ganoderma tornatum NPG1
- Ganoderma tropicum
- Ganoderma tsugae
- Ganoderma tsunodae
- Ganoderma tuberculosum
- Ganoderma valesiacum
- Ganoderma weberianum
- Ganoderma zonatum
  - non-classé Ganoderma zonatum POR69